# Martín Cuevas
Martín Cuevas (* 14. Januar 1992 in Salto) ist ein uruguayischer Tennisspieler.

## Karriere
Martín Cuevas, jüngerer Bruder des Tennisspielers Pablo Cuevas, spielt hauptsächlich auf der ATP Challenger Tour und der ITF Future Tour. Er konnte bislang neun Doppeltitel auf der ITF Future Tour feiern. Auf der ATP Challenger Tour gewann er zweimal das Doppelturnier in Montevideo (2013 und 2014).
Martín Cuevas spielt seit 2010 für die uruguayische Davis-Cup-Mannschaft, für die er seither in sieben Begegnungen antrat; dabei kam er auf eine Bilanz von 1:8 im Einzel und von 0:2 im Doppel. Auch bei den Südamerikaspielen 2010 in Medellín gehörte er zum Aufgebot der uruguayischen Mannschaft. 2011 nahm er sowohl im Einzel als auch im Doppel an den Panamerikanischen Spielen teil.

## Auszeichnungen
Im Rahmen der Ehrungen der besten uruguayischen Sportler im Zeitraum 2009 bis 2010 (Deportista del Año) wurde er am 28. März 2011 im Teatro Solís vom Comité Olímpico Uruguayo sowohl als bester Junioren-Sportler des Jahres 2009 als auch als bester Junioren-Sportler des Jahres 2010 in der Sparte Tennis ausgezeichnet.

## Erfolge
| Legende (Anzahl der Siege)  |
| Grand Slam                  |
| ATP World Tour Finals       |
| ATP World Tour Masters 1000 |
| ATP World Tour 500          |
| ATP World Tour 250          |
| ATP Challenger Tour (4)     |

### Doppel

#### Turniersiege
| Nr. | Datum             | Turnier        | Belag | Partner       | Finalgegner                       | Ergebnis   |
| --- | ----------------- | -------------- | ----- | ------------- | --------------------------------- | ---------- |
| 1.  | 3. November 2013  | Montevideo (1) | Sand  | Pablo Cuevas  | Rogério Dutra da Silva André Ghem | kampflos   |
| 2.  | 23. November 2014 | Montevideo (2) | Sand  | Pablo Cuevas  | Nicolás Jarry Gonzalo Lama        | 6:2, 6:4   |
| 3.  | 21. April 2019    | Sarasota       | Sand  | Paolo Lorenzi | Luke Bambridge Jonny O’Mara       | 7:65, 7:66 |
| 4.  | 12. Juni 2021     | Lyon           | Sand  | Pablo Cuevas  | Tristan Lamasine Albano Olivetti  | 6:3, 7:62  |